# Kadiogo (tỉnh)

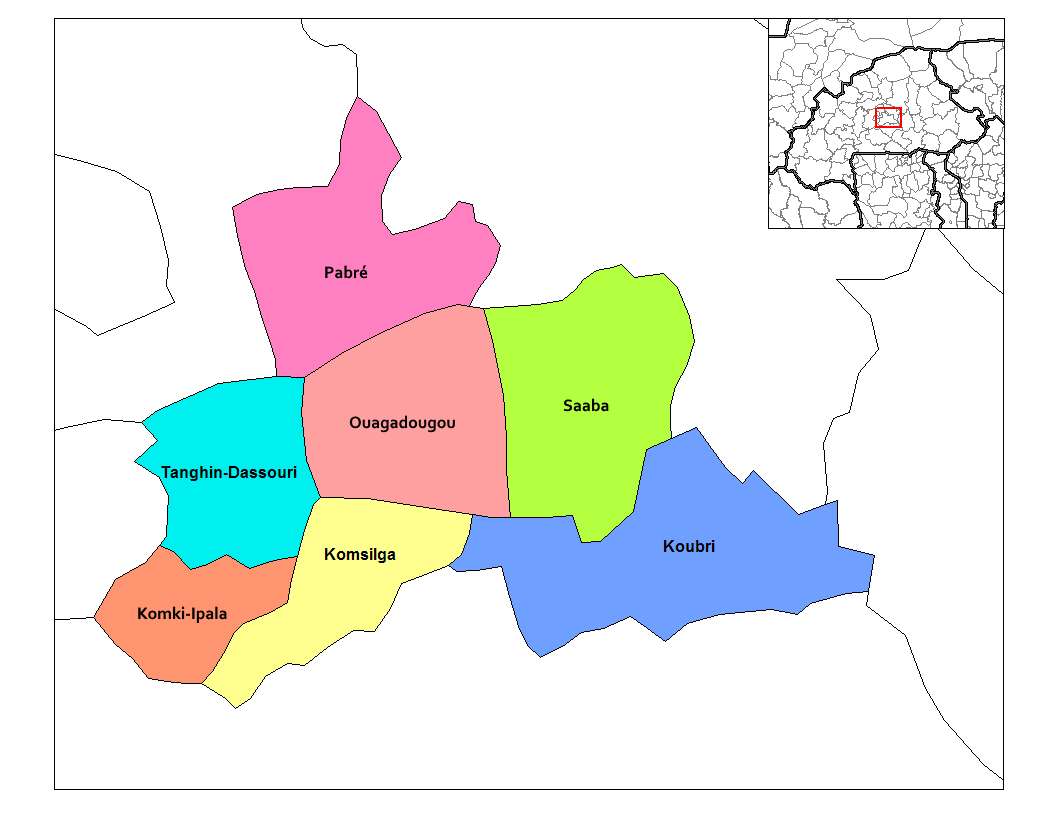
Các tổng của Kadiogo

Kadiogo là một tỉnh Burkina Faso,  tọa lạc ở vùng Centre. Diện tích là 2.805 km², có 6 tổng và dân số tổng cộng khoảng 1.409.000 (2004). Thủ phủ là cũng là thủ đô Ouagadougou. Tỉnh này nằm ở cao nguyên trung bộ quốc gia này. Tỉnh này đô thị hóa cao, là tỉnh có mật độ dân cao nhất của quốc gia này.
Kadiogo được chia thành 7 tổng:
- Kadiogo (tổng)
- Komsliga (tổng)
- Konki-Ipala (tổng)
- Koubri (tổng)
- Pabre (tổng)
- Saaba (tổng)
- Tanghin-Dassouri (tổng)